# Karl Heitz
Karl Heitz (* 17. Januar 1900 in Offenburg; † 8. Juli 1977 ebenda) war ein deutscher Kommunalpolitiker und Oberbürgermeister der Stadt Offenburg. Von 1970 bis 1975 war er Vereinspräsident des Fußballvereins Offenburger FV.

## Leben

### Ausbildung und juristische Tätigkeit
Nach dem Besuch des Gymnasiums in Offenburg studierte Heitz Rechtswissenschaften in Bonn, Wien, Freiburg und Heidelberg. Anschließend übernahm  er ab 1936 eine Tätigkeit im Innenministerium in Karlsruhe, der eine dreijährige Anwaltsassessorenzeit mit anschließendem Militärdienst ab 1940 und der Dienstverpflichtung in der Zivilverwaltung Straßburg folgte. Seiner durch Kriegseinwirkung 1945 zerstörten Anwaltskanzlei in Karlsruhe folgte die Neugründung 1946 in Offenburg und die Berufung zum Strafverteidiger am obersten Militärgericht in Rastatt.

### Wahl zum Oberbürgermeister und kommunalpolitische Tätigkeit
Bei der Oberbürgermeisterwahl am 19. Dezember 1948 unterlag der 1933 von den Nationalsozialisten abgesetzte ehemalige Bürgermeister und Mitglied der SPD Walther Blumenstock mit einer Stimme und Karl Heitz blieb durch die Wiederwahl am 20. Oktober 1958 und 26. Oktober 1969 bis zu seinem Ruhestand am 31. Oktober 1975 im Amt.
Zu seinen dringendsten Aufgaben gehörten unter anderem der Neuaufbau der Stadtverwaltung, die Versorgung der Flüchtlinge im Lager Holderstock und die Beseitigung der Wohnungsnot. Weiterhin fielen in seine Amtszeit 1962 die Ansiedlung des Unternehmensbereichs Weitverkehrstechnik der Firma Telefunken und einer Niederlassung der Beiersdorf AG, die Errichtung der ersten Wohnungen in den neu gegründeten Stadtteilen Albersbösch (ab 1952) und Uffhofen (ab 1963/64), sowie der durch den Bau der Oberrheinhalle bedingte Ausbau des Messegeländes. Außerdem wurde das  städtische Krankenhauses erweitert und das Josefskrankenhaus (1954–1956) neu erbaut. Dem Ziel, eine autogerechte Stadt zu schaffen, aber auch aus anderen Gründen, wurden in seiner Mitverantwortung bis 1973 Wohnviertel mit ihren Straßenzügen sowie historisch erhaltenswerte Gebäude, wie das Europahaus (Ecke Kornstraße/Hauptstraße) sowie die Zibold'sche Kunstmühle am Stadtbuckel geopfert.
Kommunalpolitische Geschichte schrieb Heitz mit dem sogenannten Offenburger Modell, mit der die Eingliederung von elf Nachbargemeinden in den Jahren von 1971 bis 1975 bezeichnet wurde.

## Offenburger FV
Nach vereinsinternen Querelen übernahm Karl Heitz von Mitte 1970 bis 1975 die Vereinspräsidentschaft beim Offenburger FV.

## Ehrungen
Am 16. Januar 1976 erhielt er aufgrund seines kommunalpolitischen Engagements den Ehrenbürgerbrief.
Das Stadion des Offenburger FV ist nach ihm benannt.